# 南湖街道 (普安县)
南湖街道，是中华人民共和国贵州省黔西南布依族苗族自治州普安县下辖的一个街道办事处。
2015年1月23日，贵州省人民政府批复同意普安县乡镇行政区划调整，新设置的南湖街道辖原三板桥镇和原盘水镇大湾村、南湖社区，办事处驻南湖社区。

## 行政区划
南湖街道下辖以下地区：
南湖社区、大湾村、板桥社区、九峰村、云庄村、十里村、保冲村和西陇村。